# Anton Opfergelt

Opfergelt als Heidelberger Rhenane, um 1870

Anton Hubert Maria Opfergelt (* 8. Dezember 1850 in Haus Overbach, Barmen (Jülich); † 10. November 1915 in Geilenkirchen) war ein deutscher Politiker und Jurist. Er saß als Abgeordneter im Deutschen Reichstag und im Preußischen Abgeordnetenhaus.

## Herkunft
Anton Opfergelt war ein Sohn des Verwalters und Pächters von Haus Overbach, Ferdinand Christian Opfergelt (* 1811) und dessen Ehefrau Carolina Henrietta Opfergelt, geb. Dolff. Sein Großvater war Johann Joseph Gottfried Opfergelt (1770–1842), der Besitzer des Hubertushofes in Merzenhausen. Die Familie Opfergelt war eine alte rheinische Halfen- und Gutsbesitzersfamilie. Über die Großmutter Ferdinand Christian Opfergelts, Anna Katharina Hons geb. Sieger (1731–1811), war die Familie mit der Zülpicher Fabrikantenfamilie um Heinrich Xaver Sieger (1811–1901) verwandt, die auf der Zülpicher Burg eine Schnapsbrennerei und im selben Ort eine Papier-Fabrik betrieben.

## Leben
Anton Opfergelt besuchte als Schüler das Progymnasium Jülich und das Friedrich-Wilhelm-Gymnasium in Köln. Danach studierte er an der Ruprecht-Karls-Universität Heidelberg, der Rheinischen Friedrich-Wilhelms-Universität Bonn und der Kaiser-Wilhelms-Universität Straßburg Jurisprudenz, wobei er zum Dr. iur. promovierte. 1871 wurde er Mitglied des Corps Rhenania Heidelberg und des Corps Palatia Bonn. Er diente einige Jahre in der Preußischen Armee und wurde 1890 als Oberleutnant der Landwehr-Kavallerie verabschiedet. Seit Juni 1880 war Opfergelt als Amtsgerichtsrat in Geilenkirchen tätig. Im Jahre 1894 wurde er erstmals in das Preußische Abgeordnetenhaus gewählt, dem er von 1895 bis 1908 angehörte. Seit 1898 war er zusätzlich als Abgeordneter für die Zentrumspartei im Deutschen Reichstag für den Wahlkreis Regierungsbezirk Aachen 5 (Geilenkirchen-Erkelenz) vertreten. Er trat für die Wahlperioden von 1898 bis 1907 für den Reichstag an. Während seiner Zeit als Reichstagsabgeordneter war er an mehreren Gesetzesentwürfen beteiligt, unter anderem an Gesetzen über private Versicherungsunternehmungen und Gesetzen zur Unfallfürsorge für Beamte.